# Nance County
Nance County ist ein County im Bundesstaat Nebraska der Vereinigten Staaten. Der Verwaltungssitz (County Seat) ist Fullerton, das nach Randall Fuller, einem frühen Siedler in diesem Gebiet benannt wurde.

## Geographie
Das County liegt im mittleren Osten von Nebraska und hat eine Fläche von 1160 Quadratkilometern, wovon 17 Quadratkilometer Wasserfläche sind. Es grenzt im Uhrzeigersinn an folgende Countys: Platte County, Merrick County, Greeley County und Boone County.

## Geschichte
Nance County wurde 1879 gebildet. Benannt wurde es nach dem Gouverneur Albinus Nance.
Elf Bauwerke und Stätten des Countys sind im National Register of Historic Places eingetragen (Stand 11. Februar 2018).

## Demografische Daten

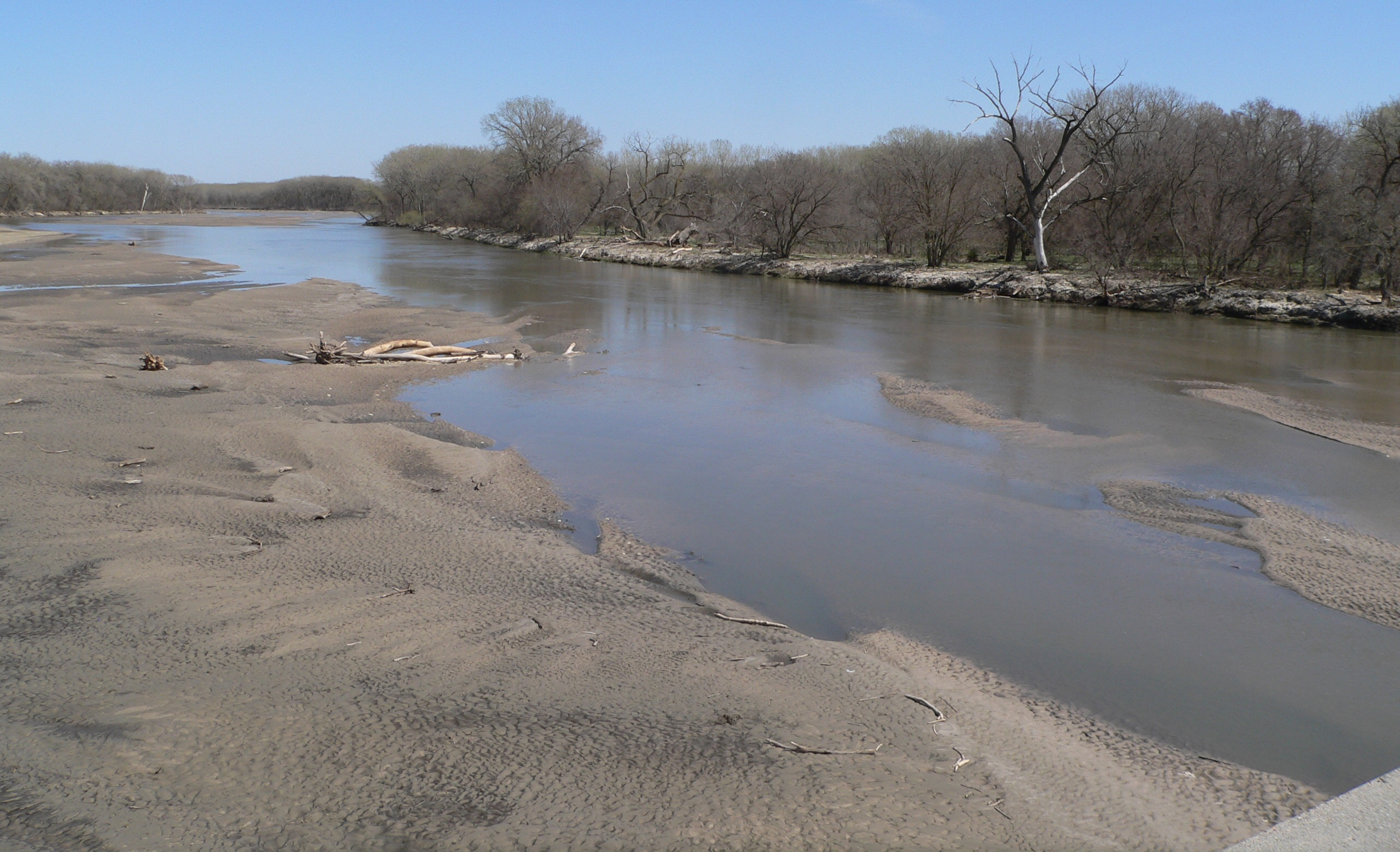
Der Loup River

Alterspyramide des Nance Countys (Stand: 2000)

Nach der Volkszählung im Jahr 2000 lebten im Nance County 4038 Menschen in 1577 Haushalten und 1107 Familien. Die Bevölkerungsdichte betrug 4 Einwohner pro Quadratkilometer. Ethnisch betrachtet setzte sich die Bevölkerung zusammen aus 98,39 Prozent Weißen, 0,37 Prozent amerikanischen Ureinwohnern, 0,05 Prozent Asiaten und 0,45 Prozent aus anderen ethnischen Gruppen; 0,74 Prozent stammten von zwei oder mehr Ethnien ab. 1,14 Prozent der Bevölkerung waren spanischer oder lateinamerikanischer Abstammung.
Von den 1577 Haushalten hatten 32,8 Prozent Kinder und Jugendliche unter 18 Jahre, die bei ihnen lebten. 60,5 Prozent waren verheiratete, zusammenlebende Paare, 5,6 Prozent waren allein erziehende Mütter, 29,8 Prozent waren keine Familien, 27,6 Prozent waren Singlehaushalte und in 13,8 Prozent lebten Menschen im Alter von 65 Jahren oder darüber. Die Durchschnittshaushaltsgröße betrug 2,49 und die durchschnittliche Familiengröße lag bei 3,05 Personen.
Auf das gesamte County bezogen setzte sich die Bevölkerung zusammen aus 27,9 Prozent Einwohnern unter 18 Jahren, 6,8 Prozent zwischen 18 und 24 Jahren, 23,6 Prozent zwischen 25 und 44 Jahren, 22,0 Prozent zwischen 45 und 64 Jahren und 19,7 Prozent waren 65 Jahre alt oder darüber. Das Durchschnittsalter betrug 40 Jahre. Auf 100 weibliche Personen kamen 104,2 männliche Personen. Auf 100 Frauen im Alter von 18 Jahren oder darüber kamen statistisch 101,9 Männer.
Das jährliche Durchschnittseinkommen eines Haushalts betrug 31.267 US-Dollar, das Durchschnittseinkommen der Familien betrug 38.717 USD. Männer hatten ein Durchschnittseinkommen von 25.349 USD, Frauen 19.044 USD. Das Prokopfeinkommen betrug 16.886 USD. 10,2 Prozent der Familien und 13,1 Prozent der Bevölkerung lebten unterhalb der Armutsgrenze. Davon waren 17,2 Prozent Kinder oder Jugendliche unter 18 Jahre und 9,3 Prozent waren Menschen über 65 Jahre.

## Orte im County
- Belgrade
- Fullerton
- Genoa
- Krakow
- Merchiston
- North Star
- Timber Creek

Townships
- Beaver Township
- Cedar Township
- Cottonwood Township
- Council Creek Township
- East Newman Township
- Fullerton Township
- Genoa Township
- Loup Ferry Township
- Prairie Creek Township
- South Branch Township
- Timber Creek Township
- West Newman Township